# Buenache de Alarcón
Buenache de Alarcón és un municipi de la província de Conca, a la comunitat autònoma de Castella-La Manxa. Està situat entre Hontecillas i Olmedilla de Alarcón.

## Administració
| Període      | Nom de l'alcalde/-essa  | Partit polític | Data de possessió |
| ------------ | ----------------------- | -------------- | ----------------- |
| 1979 - 1983  |                         | UCD            | 19/04/1979        |
| 1983 - 1987  |                         |                | 28/05/1983        |
| 1987 - 1991  | Alejo Laserna García    | PSOE           | 30/06/1987        |
| 1991 - 1995  | Francisco Cuesta        | PSOE           | 15/06/1991        |
| 1995 - 1999  |                         | PP             | 17/06/1995        |
| 1999 - 2003  | Francisco Cuesta        | PSOE           | 03/07/1999        |
| 2003 - 2007  | Segundo Escobar Ruescas | PSOE           | 14/06/2003        |
| 2007 - 2011  | Segundo Escobar Ruescas | PSOE           | 16/06/2007        |
| 2011 - 2015  | n/d                     | n/d            | 11/06/2011        |
| 2015 - 2019  | n/d                     | n/d            | 13/06/2015        |
| 2019 - 2023  | n/d                     | n/d            | 15/06/2019        |
| Des del 2023 | n/d                     | n/d            | 17/06/2023        |

## Llocs d'interès
El monument més important del poble és l'església, dedicada a sant Pere. Conserva un absis del segle xiii, una arqueria gòtica del segle xiv i un enteixinat mudèjar dels segles xv-xvi. L'edifici, de tres naus, pren la seva fesomia actual als segles xvii-xviii, quan se'n fa el retaule major barroc i les capelles laterals.
A dos kilòmetres cap al nord, hi ha l'ermita de la Virgen de la Estrella, patrona del poble. Es va construir als anys cinquanta del segle xx, en un estil neoclàssic, amb nau i campanar, per a substituir l'antiga ermita que era a la riba del Xúquer i que va quedar anegada en fer l'embassament d'Alarcón. Al maig s'hi fa una romeria que porta la marededeu des de l'ermita nova al lloc on hi havia l'antiga.

## Fills il·lustres
- Juan de Rojas y Ausa (1622 – León (Nicaragua), 1685), frare mercedari i escriptor místic, bisbe de León (Nicaragua).
- Andrés Marcos Burriel y López (1719 - Conca, 1762), jesuïta, historiador, epigrafista i escriptor il·lustrat.
- Pedro Andrés Burriel (1720?-179-), jurista.
- Julián Escobar Ruescas (1933-2017), filòsof, psicòleg i escriptor.
- Francisco Valladolid Carretero (1953-), pintor.
- El Fary, el cantant Raúl (Raúl Fuentes Cuenca) i l'actor Antonio Hortelano són fills o nets de gent nascuda a Buenache.